# Пойда Іван Федорович
Іван Федорович Пойда (5 серпня 1920, село Велика Багачка, тепер смт Миргородського району Полтавської області — 7 лютого 1986, місто Київ) — український радянський профспілковий діяч, секретар Української республіканської ради професійних спілок, член ВЦРПС. 

## Життєпис
Народився в селянській родині. Закінчив середню школу. У 1939 році вступив до Харківського автодорожнього інституту. З першого курсу інституту призваний до Червоної армії.
З грудня 1939 до березня 1946 року — в Червоній армії, учасник німецько-радянської війни. Служив у 478-му винищувальному авіаційному полку ППО 6-го авіаційного корпусу ППО та в 1-й гвардійській винищувальній авіаційній дивізії 16-ї повітряної армії. 
Член ВКП(б) з 1943 року.
У 1947—1949 роках — на відповідальній роботі в радянських і партійних органах Великобагачанського району Полтавської області.
У 1949—1951 роках — слухач Харківської обласної партійної школи.
У 1951—1966 роках — на відповідальній роботі в апараті ЦК КПУ в місті Києві: завідувач сектору відділу партійних органів ЦК КПУ.
У 1966 — 7 лютого 1986 року — секретар Української республіканської ради професійних спілок.
Помер 7 лютого 1986 року після важкої хвороби в Києві.

## Звання
- капітан

## Нагороди
- орден Вітчизняної війни ІІ ст. (6.04.1985)
- орден Червоної Зірки
- три ордени «Знак Пошани» (26.02.1958,)
- орден Дружби народів
- медалі
- Почесна грамота Президії Верховної Ради Української РСР (4.08.1970)